# Modelagem computacional

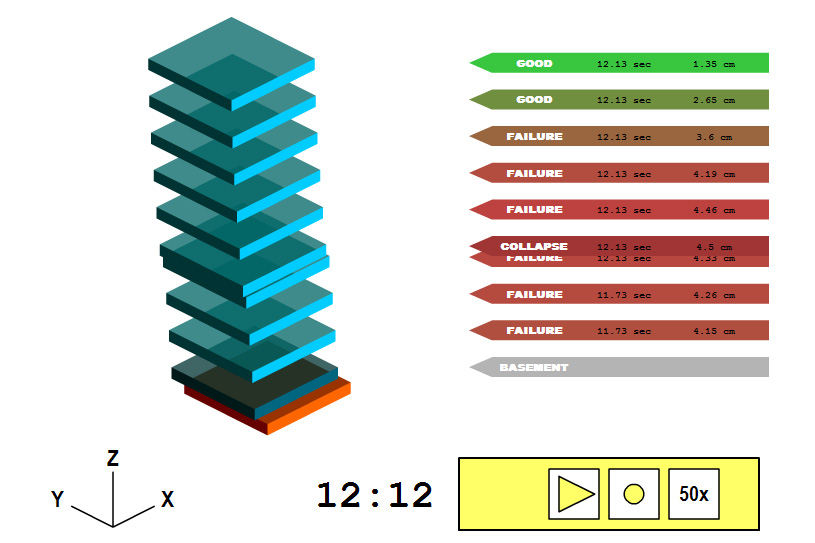
Captura de tela de uma experiência computacional tridimensional animada com uma criação de modelo sobre isolamento de base.

Modelagem computacional é uma área de conhecimento multidisciplinar que trata da aplicação de modelos matemáticos e técnicas da computação à análise, compreensão e estudo da fenomenologia de problemas complexos em áreas tão abrangentes quanto as engenharias, ciências exatas, biológicas, humanas, economia e ciências ambientais.

## Introdução
A modelagem computacional é a área que trata da simulação de soluções para problemas científicos, analisando os fenômenos, desenvolvendo modelos matemáticos para sua descrição, e elaborando códigos computacionais para obtenção daquelas soluções. É área em expansão, de ampla aplicação, em:
- desenvolvimento de produtos industriais;
- pesquisas científicas básicas e aplicadas;
- simulações e previsões temporais e espaciais de fenômenos;
- matemática, física, química;
- engenharia e tecnologia;
- biologia e saúde;
- meio ambiente e ecologia;
- oceanografia e geofísica, dentre outras.

Algumas áreas de atividade econômica que auferem benefícios da modelagem computacional são:
- Agroindústria;
- Medicina;
- Construção civil e estruturas;
- Aeronáutica, engenharia naval e indústria automobilística;
- Hidráulica;
- Engenharia hidráulica
- Engenharia de petróleo, engenharia de reservatório, elevação de petróleo, geofísica e petrofísica;
- Sedimentologia;
- Mecânica dos fluidos;
- Indústria do petróleo e petroquímica, entre outras áreas de aplicação.

## Motivação
A sofisticação dos problemas com que a humanidade tem se deparado nas últimas décadas, em áreas tão diversas como as megaestruturas e a mecânica do contínuo, a nanotecnologia, a genômica e a bioinformática, a computação quântica, a ecologia, e a astrofísica, em novos materiais e em desenvolvimento sustentado, a título de exemplo, nos apresenta exigência de respostas exponencialmente mais complexas com relação àquelas que precisamos gerar no passado, apresentando para a ciência e para a comunidade científica um desafio: a necessidade de obtenção de resposta cada vez mais sofisticadas, objetivando tratar aquela complexidade, em tempo sucessivamente menor e por meio de solução de problemas complexos.

## Problemas complexos
Problemas complexos, ou de grande grau de complexidade, resultam em inflação da quantidade de variáveis físicas a manipular e controlar no processo de estabelecimento do problema, estabelecimento de hipóteses para o modelo, proposição de teorias, postulados e teoremas, guias para a busca de solução do problema, controle, aferimento e aproximação da solução. Usualmente problemas complexos demandam forte esforço de cálculo, a partir do estabelecimento de modelos matemáticos robustos ou do estabelecimento de teias de relações entre variáveis em diversas escalas de observação, desde a nano, passando pela micro, até o macro. O eixo de estabelecimento do modelo de solução de problemas complexos tem sido a observação do problema, de sua fenomenologia e a concepção do modelo físico e do modelo fenomenológico que antecede o desenvolvimento do modelo matemático, desenvolvimento do sistema de equações que regem o problema, e sua solução computacional mediante um código apropriado. O estabelecimento desta concepção de tratamento e abordagem de problemas complexos em ciência, bem como de sua solução a partir deste modelo, considerando uma diversidade de modelos qualitativos, e sobretudo modelos quantitativos, em abordagem numérica usualmente computacional, busca assim superar a incerteza na trajetória de evolução do problema sob análise, e sobre as variáveis do problema.
Modelos matemáticos estabelecidos a partir de modelos fenomenológico, recaem em sistemas de equações diferenciais parciais ou de equações diferenciais ordinárias de elevado número de incógnitas, demandando forte esforço computacional na sua solução. A aproximação das soluções dessas equações por procedimentos numéricos tornou-se necessária à medida que as ciências ambientais, engenharias, tecnológicas e as ciências biológicas e da saúde avançavam no sentido da satisfação das necessidades humanas.

## Abordagem de soluções
A abordagem computacional é a adotada na modelagem computacional. Trata-se de área Interdisciplinar para o estabelecimento de modelos, com adoção de formulações matemáticas na solução de problemas científicos em estreita aliança e integração com as linhas de pesquisa que definem as áreas de conhecimento associadas aos problemas complexos. Os resultados projetados oferecem uma metodologia para a determinação, no tempo e no espaço do impacto de intervenções humanas, como por exemplo no desmatamento de mata nativa e implantação de indústrias, com base no conhecimento do fluxo das substâncias ou materiais envolvidos nas emissões industriais e no transporte destas no ambiente, das taxas de acumulação nas áreas de influência e projeção dos efeitos sobre as populações afetadas.
Tal abordagem compõe a área de modelagem computacional, na interface com as engenharias, a matemática computacional, a física computacional, e com a computação científica, pertinente á abordagem de soluções para problemas complexos, pertinente à mecânica do contínuo. Na modelagem computacional, os problemas tratam de elevado número de variáveis, propondo-se a adoção de métodos numéricos de tratamento do problema, associado à ferramenta computacional, e às técnicas de programação avançadas, adequadas à otimização da busca das soluções dos problemas complexos. Tal procedimento é adequado tanto a meios contínuos, homogêneos como heterogêneos, bem como a sistemas discretos, determinísticos e probabilísticos, incorrendo em menor custo computacional.

## Abrangência e interfaces
A área que aqui conceituamos, é também denominada como simulação computacional científica e mecânica computacional. Trata-se de área que engloba o conjunto de conhecimentos relacionados aos métodos numéricos que envolvem os procedimentos de análise e solução de problemas complexos relacionados à Mecânica do Contínuo, às Ciências Exatas e às Ciências Naturais e Ciências do Meio Ambiente, a Fenômenos Biológicos, e à mecânica orgânica. Diz respeito ao estudo de áreas diversas, particularmente a mecânica dos sólidos e a mecânica dos fluidos, a biofísica e biomecânica, a Sistemas Ecológicos e Populacionais. Seu campo de aplicação, e escalas de observação, abrange as escalas espacial e do tempo, transientes e estacionários. A modelagem computacional, destina-se à solução de problemas complexos regidos por equações diferenciais ordinárias e equações diferenciais parciais, e a problemas de valores iniciais e de problemas de valores de contorno.

## Origem e aplicações
Reunindo um grupo de conhecimentos originados na mecânica clássica e na engenharia mecânica, passou a superá-las, e tem sido utilizado no meio acadêmico e técnico, denominando o conjunto de conhecimentos fortemente associados ao emprego de computadores na solução de problemas científicos e particularmente métodos numéricos, tais como:
1. nas engenharias, em ciências tecnológicas, e nas ciências exatas: abrangendo a mecânica do contínuo, mecânica dos sólidos, mecânica dos fluidos, mecânica das estruturas, nanotecnologia e nanofísica, mecânica dos solos e fundações, mecânica da fratura, teoria da elasticidade, teoria das estruturas e resistência dos materiais, aspectos de teoria de projetos e projeto auxiliado por computador, engenharia assistida por computador, plasticidade e viscoelasticidade, escoamento de fluidos, escoamento e mecânica dos meios porosos, otimização e programação linear, métodos variacionais e métodos numéricos, algoritmos genéticos, computação paralela e computação distribuída, visualização científica, modelagem molecular, teoria do caos, e a álgebra em suas diversas teorias, dentre outras aplicações.
2. em Ciências Ambientais: em ecologia computacional, em modelagem de ecossistemas e biomas, na simulação e modelagem de trocas de massa e energia entre populações, destas para o meio ambiente, e entre ecossistemas, no desenvolvimento de métodos numéricos de solução de sistemas de EDOs e EDPs, estudos de impacto de desmatamento de mata nativa, das alterações ambientais decorrentes, simulação e projeção temporal. Modelos de implantação de indústrias, e simulação de impacto ambiental determinada pela implantação de sistemas de produção. Simulação, análise, modelagem e projeção temporal e espacial do fluxo das substâncias ou materiais envolvidos nas emissões industriais e no transporte destas no ambiente, das taxas de acumulação nas áreas de influência e projeção dos efeitos sobre as populações afetadas.
3. em ciências biológicas e da saúde: abrangendo a genômica e a proteômica computacionais, simulação de ação de proteínas e de sequências de códigos genético, visualização espacial de sequências genéticas, modelagem espacial de proteínas, modelagem estrutural de vírus e bactérias, análise de movimentos de seres microscópicos, modelagem hemodinâmica, de sistemas orgânicos, da ação farmacológica e da simulação virtual de drogas terapêuticas ou curativas. Modelos computacionais odontológicos, protéticos e de implantes. Modelagem de sistemas orgânicos biofísicos, biomecânicos e celulares.

Deve ser observado, também, que não se trata de área da ciência da computação, ainda que com esta inter-relacionada, e sim da possibilidade de aplicação de conceitos e ideias abrangendo as etapas de análise e compreensão do fenômeno sob estudo, estabelecimento de sistema de equações adequado a simulação do fenômeno em questão, desenvolvimento de softwares adequados à solução do problema científico abordado, e aplicação a estudo teórico ou prático, compreendendo análise crítica dos resultados e calibração do modelo desenvolvido.

## Métodos e técnicas
Alguns dos métodos estudados na modelagem computacional com direcionamento à solução de problemas típicos das engenharias, das ciências exatas, biológicas e ambientais, são: Métodos dos Elementos Finitos, Métodos dos Elementos de Contorno, Método dos Volumes Finitos, Métodos das Diferenças Finitas, Método Integral e Variacional, Métodos Autoadaptativos, computação distribuída, Redes e Grids Computacionais, computação vetorial e paralela Aplicada, Pré e Pós-processamento gráfico e otimização, sistemas de orientação espacial, Modelagem do Espaço Humano, Simulação Computacional, realidade virtual e protótipos computacionais.
A modelagem computacional utiliza um conjunto de métodos, ferramentas e formulações direcionadas à solução de problemas complexos, envolvendo grande número de variáveis, volumosa massa de dados, processamento e manipulação de imagens. Desenvolvimento de modelos matemáticos e de métodos numéricos, bem como discretização e tratamento de meios contínuos estão no seu campo de abrangência.
A modelagem científica computacional aplica, então, a computação a outras áreas do conhecimento. Ela permite que se criem modelos computacionais para situações em que é impossível ou muito caro testar ou medir as diversas soluções possíveis para um fenômeno a partir de modelos experimentais ou por solução analítica. Viabiliza a adoção de abordagem computacional, avançando além das limitações, completando e integrando-se a estas outras abordagens e muitas vezes sendo a única opção, à abordagem experimental e à analítica.
Por modelagem científica concebe-se não só a modelagem relacionada ao desenvolvimento de métodos numéricos e variacionais, como também à compreensão e desenvolvimento de modelos associados à fenomenologia física dos problemas complexos, aplicação de modelos já desenvolvidos, simulação, previsão e projeções temporais e espaciais do desenvolvimento de soluções para aqueles problemas.

## Limitações em ciência cognitiva[2]
Podem surgir problemas quando se simula processos cognitivos, por causa das limitações do computador. Foi sugerido por Palmer e Kimchi que se pode especificar uma teoria sucessivamente com mais detalhe até chegar ao ponto de ser possível escrever um programa de computador e que deve ser possível também de separar a partir de que ponto é que a implementação é dependente da linguagem de programação e máquina, em vez de ser depender do cérebro. É que o programa vai ter sempre aspetos que não estão relacionados com a teoria psicológica, mas que a tecnologia disponível impõe ao pesquisador. Um exemplo são as funcionalidades que são incluídas no programa para saber qual é o seu estado interno a determinada altura enquanto corre, e que, obviamente, não estão relacionadas com o funcionamento do cérebro.
O desempenho também pode ser problemático, porque também é limitado com a tecnologia disponível, sendo impossível comparar diretamente as velocidades de respostas de ambos máquina e cérebro, embora possa haver uma relação de proporcionalidade entre os dois, ou no mínimo o produto de ambos deve estar bastante próximo.